# Renato Zaccarelli
Renato Zaccarelli (Ancona, 1951. január 18. –) válogatott olasz labdarúgó, középpályás, edző.

## Pályafutása

### Klubcsapatban
1966-ban a Torino korosztályos csapatában kezdte a labdarúgást. 1968–69-ben a Catania csapatához került és it mutatkozott be a felnőttek között. A következő idényben visszatért a Torinóhoz, de bajnoki mérkőzésen nem jutott szóhoz. 1971 és 1973 között a Novara, 1973–74-ben a Verona labdarúgója volt. 1974-ben ismét a Torino játékosa lett. A csapat meghatározó játékos lett és 13 idényen át 317 bajnoki mérkőzésen lépett pályára és 17 gólt szerzett. Tagja volt az 1975–76-os bajnokcsapatnak. 1987-ben vonult vissza az aktív labdarúgástól.

### A válogatottban
1975 és 1980 között 25 alkalommal szerepelt az olasz válogatottban és két góltt szerzett. Tagja volt az 1978-as világbajnoki és az 1980-as Európa-bajnoki negyedik helyezett csapatnak.

### Edzőként
Visszavonulása után edzőként kezdett el dolgozni. Az olasz U21-es válogatott B csapatának a vezetőedzője volt, majd az U21-es A csapatnál dolgozott segédedzőként. 2003-ban és 2005-ben is rövid ideig volt klubja, a Torino vezetőedzője volt.

## Sikerei, díjai
Olaszország
- Világbajnokság
  - 4.: 1978, Argentína
- Európa-bajnokság
  - 4.: 1980, Olaszország

 Torino
- Olasz bajnokság (Serie A)
  - bajnok: 1975–76